# Liga Profesional de Baloncesto de Panamá
A Liga Profissional de Basquete ou LPB é a principal liga profissional de basquete no Panamá. É composto por 6 equipes profissionais (mais 2 equipes que não participaram do torneio de 2017).

## História
A Liga Profissional de Basquete foi fundada em 3 de junho de 2015 pela Federação Panamenha de Basquete.
 Em 2 de outubro de 2015, foi disputada a primeira partida da liga, em partida em que os Águilas de Río Abajo derrotaram os Cavalos Coclé (basquete) | Cavalos Coclé]] com uma pontuação de 59-57. Em 19 de dezembro de 2015, os Correcaminos de Colón foram coroados os primeiros campeões da liga após derrotar os Toros de Chiriquí na Grande Final com um resultado de 74-71.

Em 29 de julho de 2016, a Segunda Temporada começou com uma partida com um sabor final onde os Toros de Chiriquí derrotaram os Correcaminos de Colón com um resultado de 59-56. Em 2 de dezembro de 2016, os Colon Road Runners foram coroados pelo segundo ano consecutivo como campeões da liga após derrotar Coclé's Horses na Grande Final com um resultado de 77-64.
Em 9 de novembro de 2017, a Terceira Temporada começou com uma partida com um sabor final onde os Cavalos Coclé derrotaram os Colon Road Runners com um resultado de 87-83. Em 2 de fevereiro de 2018, os Colon Road Runners foram coroados pelo terceiro ano consecutivo como campeões da liga e alcançaram o Treble ou Tricampeão após derrotar os Cavalos Coclé na Grande Final com um resultado de 71-67.